# Roca Saba
La Roca Saba (en inglés: Saba Rock) es una pequeña isla de las Islas Vírgenes Británicas en el Caribe, de aproximadamente un acre y medio en tamaño.
Se encuentra totalmente dentro de la llamada North Sound de la isla Virgen Gorda. Saba es una de las del grupo de islas que forman el North Sound de Virgen Gorda en las Islas Vírgenes Británicas. El barrio de North Sound consiste en la exclusiva Isla Necker de Richard Branson, y la isla privada de San Eustatia con las aguas prístinas que rodean  al arrecife Eustatia, un paraíso para los buceadores.